# Патолошко коцкање
Патолошко коцкање је један облик зависности. Јавља се као последица одређене структуре личности, чија је основна карактеристика поремећај контроле импулса. 
Патолошко коцкање обично почиње у раној адолесценцији код мушкараца, а код жена касније.
Иако се поједине особе улове већ при првом покушају, за већину људи је потребан временски период како би прешли границу коцкања из забаве и улетели у мрежу патолошког коцкања. Они се могу годинама коцкати у друштву након чега уследи нагли почетак поремећаја, који могу убрзати већа изложеност коцкарском окружењу или неки други фактори као што су стрес или незадовољство. Коцкање може бити редовно или епизодично, али временом прогресивно расте учесталост коцкања, количина уложеног новца, заокупљеност коцкањем и прикупљање новца за коцкање. Потреба за коцкањем неупоредиво расте у периодима фаза депресије и стреса.
Последице на социјалном и здравственом плану услед коцкања огледају се и на индивидуалном и на друштвеном плану. На индивидуалном плану, ове последице укључују раздражљивост, нагле и изразите промене расположења, проблеме у комуникацији и међуљудским односима, што често доводи до развода бракова, одсуство са посла и неиспуњавање обавеза, занемаривање породице и на крају банкрот. Последице коцкања по здравље коцкара, а врло често и њихових партнера, укључује депресију, несаницу, поремећај варења, мигрену и остале болести повезане са стресом.